# 松本哲也 (野球)
松本 哲也（まつもと てつや、1984年7月3日 - ）は、山梨県山梨市出身の元プロ野球選手（外野手、左投左打）、指導者。2025年から読売ジャイアンツ（一軍）のコーチを務める。

## 経歴

### プロ入り前
1984年、山梨県生まれ。父親が社会人ラグビー選手、叔父の松本純也がラグビー日本代表（スクラムハーフ、早稲田大出身）だった影響で、中学時代は野球部とラグビー部を掛け持ちしていた。しかし体の小ささに悩んだ結果、ラグビーを諦めて高校から本格的に野球を始める。
山梨学院大学附属高等学校時代には1年夏に全国高等学校野球選手権大会に出場。高校の2年先輩に玉山健太、1年先輩に大島崇行、1年後輩に明石健志と内村賢介がいた。
東都大学野球の専修大学へ進学。4年時には主将を務め、東都大学野球連盟で9季ぶりの1部復帰に貢献した。同期に長谷川勇也、宮田慧（BREATHE）、1年後輩に後にプロでもチームメイトになる土本恭平がいた。
2006年のドラフト会議で読売ジャイアンツから育成ドラフト3位指名を受け入団。

### プロ入り後
2007年の春季キャンプで、巨人の育成選手から初めて支配下登録される。背番号は47。オープン戦には一軍メンバーとして帯同したが、公式戦では一軍出場無し。
2008年から山口鉄也が背番号を47に変更するのに伴い、自身の背番号を64に変更。5月28日の対東北楽天ゴールデンイーグルス戦で一軍初出場。5月31日の福岡ソフトバンクホークス戦でプロ初先発出場したが、初打席で一塁を駆け抜けた際に右踝を剥離骨折。実戦復帰は2か月を要し、その後の昇格はなかった。イースタン・リーグでは打率.276、チームトップの10盗塁を記録した。
2009年は第2回WBCが開催され、派遣されていた亀井義行の代わりにオープン戦などでレギュラー出場を多く獲得。3月1日に行われた日本代表との強化試合でもセンターで出場し、イチローのヒット性の当たりをダイビングキャッチする。結果、初の開幕一軍入りを果たし、4月5日の広島東洋カープ戦でプロ初安打。5月6日の横浜ベイスターズ戦では初めて2番打者で先発出場し、トム・マストニーから三塁打を打ってプロ初打点を記録した。規定打席にはわずかに届かなかったが、出場129試合、打率.293、盗塁16、チーム最多の27犠打を記録。それまで課題であった繋ぎ役の2番打者、外野守備も不安視されていた巨人にとっては松本の飛躍はチーム日本一の原動力となり、育成枠出身選手初となるゴールデングラブ賞、育成枠出身の野手初の新人王を受賞した。本塁打0本で新人王に選ばれた野手は、久慈照嘉以来、史上2人目。オフには前年比で5倍となる年俸3000万円（推定）で契約を更改した。
2010年は背番号を31に変更。開幕戦に「2番・中堅手」で先発出場。開幕から絶好調で4割を超える打率で首位打者、盗塁12で最多盗塁を記録していたが、4月25日の広島戦で左太腿裏の筋膜炎を発症し登録抹消。約2か月後の7月2日の阪神タイガース戦で戦列復帰した。オールスターゲームにファン投票で選出され、育成出身野手として初出場。第2戦で育成出身選手初安打を打った。しかし、復帰後は離脱前に好調を維持していた打撃は次第に影を潜め、3割すらも割ってしまい、シーズン全体では94試合の出場で打率.287にまで落ちてしまった。クライマックスシリーズではスタメンを外れた。
2011年は背番号を32に変更。春季キャンプでは一軍に入り、オープン戦では打率3割と結果を残したが、開幕一軍メンバーからは外れた。6月3日に一軍昇格するが、出場は20試合にとどまり19打数1安打で打率.053。二軍でも打率2割1分台であった。オフに結婚を発表。
2012年から背番号を31に戻す。代名詞となっていた天秤打法を捨て、すり足打法へ打撃フォーム改造。7月13日にシーズン2度目の一軍昇格。8月2日の中日ドラゴンズ戦から「2番・中堅手」を務めると、同月8日の阪神戦で決勝打とファインプレーを見せた。スタメンを確保するには至らなかったが、7月以降は打率.278、出塁率.338を記録。また盗塁は12を記録した（成功率.857）。日本シリーズでは、第3戦で猛打賞、盗塁、ファインプレーと活躍。また、シリーズタイ記録となる6犠打（失敗なし）を決めた。
2013年は開幕戦に「2番・中堅手」で先発出場。4月7日の中日戦で試合を締める好守をみせるなど72年ぶりの開幕7連勝に貢献。しかし、6月に入るとスタメンから外され、橋本到の台頭もあって3度の二軍落ち。持ち味の守備走塁をいかして91試合に出場したものの、シーズン打率.237、日本シリーズでは2割を切り打撃が不振だった。
2014年10月21日に、「日本プロ野球80周年記念試合」の阪神・巨人連合チームに選出されたことが発表された。
2016年、シーズン中盤に2番打者として出場機会を得たものの、やはり打撃不振が響き程なく二軍降格となったが、その後の一軍への戦列復帰後は、主に守備に難があるギャレット・ジョーンズに代わる試合後半〜終盤の守備要員としてチームを支えた。
2017年は一軍出場がなく、10月5日に現役引退を発表した。翌10月6日に引退会見を行い「今年1年間一軍に上がれず、ずっと二軍暮らしが続いたのが（引退の）決め手でした。すっきりした気持ちです。」と語った。10月11日、任意引退選手として公示された。

### 引退後

#### 第一次巨人コーチ時代
2017年10月30日、2018年シーズンから三軍外野総合コーチを務めることが発表された。背番号は育成選手時代と同じ105。2019年はファーム外野守備走塁コーチを配置転換。背番号は84に変更となった。2020年も同コーチを務め、2021年は二軍野手総合コーチを担当。2022年は再び二軍外野守備走塁コーチを務め、オフに同年限りで退任した。

#### 巨人女子コーチ時代
2022年11月23日、2023年から本格的に始動する読売ジャイアンツ女子チームのコーチ就任が発表された。背番号は「84」を継続する。内外野の守備・走塁および打撃など総合的に指導し、三塁ベースコーチとして始動から多数の勝利やタイトル獲得に貢献、一軍コーチ復帰のため異動となった。退任時には「（以下のように）指導者として様々な勉強になった。女子の未来は発展的で明るいと感じる、より多くの人に球場で観戦してもらい素晴らしさを知ってほしい」とコメントした。

#### 第二次巨人コーチ時代
2024年10月28日、2025年シーズンからの一軍外野守備兼走塁コーチ就任が発表された。背番号は当初92と発表されていたが、のちに入団が発表されたライデル・マルティネスが中日ドラゴンズ時代の背番号である92を使用することとなり、松本の背番号は93に改められた。

## 選手・指導者として

### 選手としての特徴
2012年シーズン序盤まで右手と左手を離して構える天秤打法を採用していた。専修大学野球部監督の江崎久は「大学時代は普通に構えて打っていた。ギリギリで巨人に取ってもらって、必死にプロのレベルに対応しようとする中で生まれた打法でしょう」と語っている。センターに返す打撃を基本とした。
走塁面では一塁到達3.85秒の俊足を備え、2009年には盗塁成功率が64%と低かったが、翌2010年には81%と成功率が上昇。通算では約75%を記録している。守備では2010年に中堅守備でUZR4.9を記録した広い守備範囲を誇り、数多くのスーパーファインプレーでファンを魅了した。

### 指導者として
選手の考え方などが異なるため指導には難しさや時には新鮮さを感じることもあるが、それぞれに合った指導方法があると考えている中で、(ホームラン性の打球の打ち方などを聞かれた場合)「経験していないことは分からない」と伝えた上で、それで終わらせず選手と「一緒に考えよう」と伝えることを心掛けている。
女子・コーチ時代には（女子野球では変化球の多用もあり球速や打球速度が男子ほど速くないため、外野も前進守備であるなどの特徴があり）試合で勝つには「投手力よりも走塁技術によって得点力が上がる」と見立てた。時にライトゴロがありベースコーチとして判断が難しいこともあるが、技術面では男女の違いはそれ程感じず、怪我のリスク管理として女子選手ができるかという判断は必要と考えた。また、プロではない女子選手への対話として、説明を省略せずにできるだけ詳しく話すように心掛けたことで、よりコミュニケーションを取る機会が増えると同時に、教える側も正しい知識を持ち、分かりやすく伝えられることが重要だと考えている。(女子野球の今後について)「いつかプロ化されたらすごく嬉しい」、競技人口が増え拡大しているが(ライフイベントもある中で)今は「女性が少しでも長く野球を続けられる環境作りが必要だ」と感じている。

## 人物
愛称は「マツ」。
同じ松本姓で、同じく俊足の外野手であった松本匡史の異名に引っかけて「平成の青い稲妻」と呼ばれた。
山口鉄也、坂本勇人らとともに、2000年代後半の巨人が掲げていた「育成の巨人」の象徴とされた。
2016年時点で山梨県出身で唯一のNPB選手であり、この年のオフに地元・山梨県で開催された「ベースボールクリスマス2016 in 山梨」のトークショーにて「現役のプロ野球選手で山梨県出身の選手は自分しかいないので、もっと増えていくよう、僕も頑張っていきます。」と述べている。
2019年10月、出身地の山梨県山梨市から女子サッカー選手の仲田歩夢（当時INAC神戸レオネッサ）とともに「山梨市観光大使」に委嘱された。

## 詳細情報

### 年度別打撃成績
| 年 度     | 球 団     | 試 合 | 打 席 | 打 数 | 得 点 | 安 打 | 二 塁 打 | 三 塁 打 | 本 塁 打 | 塁 打 | 打 点 | 盗 塁 | 盗 塁 死 | 犠 打 | 犠 飛 | 四 球 | 敬 遠 | 死 球 | 三 振 | 併 殺 打 | 打 率 | 出 塁 率 | 長 打 率 | O P S |
| --------- | --------- | ----- | ----- | ----- | ----- | ----- | -------- | -------- | -------- | ----- | ----- | ----- | -------- | ----- | ----- | ----- | ----- | ----- | ----- | -------- | ----- | -------- | -------- | ----- |
| 2008      | 巨人      | 3     | 1     | 1     | 0     | 0     | 0        | 0        | 0        | 0     | 0     | 1     | 0        | 0     | 0     | 0     | 0     | 0     | 0     | 0        | .000  | .000     | .000     | .000  |
| 2009      | 巨人      | 129   | 424   | 372   | 55    | 109   | 11       | 1        | 0        | 122   | 15    | 16    | 9        | 27    | 0     | 21    | 0     | 4     | 59    | 8        | .293  | .338     | .328     | .665  |
| 2010      | 巨人      | 94    | 350   | 317   | 49    | 91    | 13       | 2        | 0        | 108   | 22    | 17    | 4        | 12    | 0     | 17    | 0     | 4     | 56    | 4        | .287  | .331     | .341     | .672  |
| 2011      | 巨人      | 20    | 19    | 19    | 2     | 1     | 0        | 0        | 0        | 1     | 0     | 0     | 0        | 0     | 0     | 0     | 0     | 0     | 4     | 1        | .053  | .053     | .053     | .106  |
| 2012      | 巨人      | 83    | 229   | 198   | 29    | 51    | 7        | 2        | 0        | 62    | 11    | 12    | 2        | 12    | 2     | 17    | 0     | 0     | 34    | 4        | .258  | .313     | .313     | .626  |
| 2013      | 巨人      | 91    | 222   | 190   | 24    | 45    | 4        | 0        | 0        | 49    | 5     | 11    | 5        | 9     | 1     | 21    | 0     | 1     | 34    | 2        | .237  | .315     | .258     | .573  |
| 2014      | 巨人      | 75    | 90    | 80    | 14    | 22    | 1        | 0        | 0        | 23    | 3     | 3     | 1        | 4     | 0     | 4     | 0     | 2     | 12    | 0        | .275  | .326     | .288     | .614  |
| 2015      | 巨人      | 44    | 37    | 34    | 8     | 5     | 1        | 0        | 0        | 6     | 0     | 3     | 0        | 1     | 0     | 2     | 0     | 0     | 10    | 0        | .147  | .194     | .176     | .371  |
| 2016      | 巨人      | 52    | 77    | 69    | 6     | 12    | 1        | 1        | 0        | 15    | 1     | 2     | 0        | 5     | 0     | 2     | 0     | 1     | 22    | 1        | .174  | .208     | .217     | .426  |
| 通算：9年 | 通算：9年 | 591   | 1449  | 1280  | 187   | 336   | 38       | 6        | 0        | 386   | 57    | 65    | 21       | 70    | 3     | 84    | 0     | 12    | 231   | 20       | .263  | .313     | .302     | .615  |

### 年度別守備成績
| 年 度 | 球 団 | 外野  | 外野  | 外野  | 外野  | 外野  | 外野     |
| 年 度 | 球 団 | 試 合 | 刺 殺 | 補 殺 | 失 策 | 併 殺 | 守 備 率 |
| ----- | ----- | ----- | ----- | ----- | ----- | ----- | -------- |
| 2008  | 巨人  | 2     | 2     | 0     | 0     | 0     | 1.000    |
| 2009  | 巨人  | 122   | 182   | 6     | 2     | 1     | .989     |
| 2010  | 巨人  | 91    | 149   | 5     | 1     | 0     | .994     |
| 2011  | 巨人  | 11    | 5     | 0     | 0     | 0     | 1.000    |
| 2012  | 巨人  | 81    | 104   | 3     | 2     | 0     | .982     |
| 2013  | 巨人  | 86    | 108   | 1     | 1     | 0     | .991     |
| 2014  | 巨人  | 59    | 41    | 0     | 0     | 0     | 1.000    |
| 2015  | 巨人  | 36    | 18    | 1     | 1     | 0     | .950     |
| 2016  | 巨人  | 41    | 35    | 0     | 0     | 0     | 1.000    |
| 通算  | 通算  | 529   | 644   | 16    | 7     | 1     | .990     |

- 太字年はゴールデングラブ賞受賞

### 表彰
- 新人王（2009年）
- ゴールデングラブ賞：1回（2009年）
- 2009ゴールデン・ルーキー賞（2009年）
- JA全農Go・Go賞：1回（好走塁賞：2010年3・4月）
- 「ジョージア魂」賞：1回（2014年度第4回）
- 東京ドームMVP特別賞：1回（2009年）
- 報知プロスポーツ大賞 フレッシュ賞（2009年）
- 日本シリーズ特別賞 - BASEBALL HEROES賞：1回（2012年）

### 記録
初記録
- 初出場：2008年5月28日、対東北楽天ゴールデンイーグルス1回戦（東京ドーム）、9回表に中堅手で出場
- 初盗塁：2008年5月29日、対東北楽天ゴールデンイーグルス2回戦（東京ドーム）、8回裏に二盗（投手：川岸強、捕手：藤井彰人）
- 初先発出場：2008年5月31日、対福岡ソフトバンクホークス1回戦（福岡Yahoo! JAPANドーム）、「9番・中堅手」で先発出場、1打数0安打
- 初打席：同上、3回表に杉内俊哉から三塁ゴロ
- 初安打：2009年4月5日、対広島東洋カープ3回戦（東京ドーム）、11回裏に林昌樹から左前安打
- 初打点：2009年5月6日、対横浜ベイスターズ5回戦（東京ドーム）、1回裏にトム・マストニーから右翼線適時三塁打

その他の記録
- 日本シリーズ6犠打：2012年 ※6試合制での日本シリーズでは史上最多（2012年現在）、6試合以外でのものを含めると最多タイ（2006年の田中賢介以来4人目）
- オールスターゲーム出場：1回（2010年）

### 背番号
- 105（2007年 - 2007年2月24日、2018年）
- 47（2007年2月25日 - 同年終了）
- 64（2008年 - 2009年）
- 31（2010年、2012年 - 2017年）
- 32（2011年）
- 84（2019年 - 2024年）
- 93（2025年 - ）

### 登場曲
- ディープ・パープル「ハイウェイ・スター」（2009年 - 2010年）
- ゆず「虹」（2010年 - 2011年）
- デヴィッド・ゲッタ「Where Them Girls At」（2012年 - 2014年）
- Owl City「When Can I See You Again?」（2014年）
- One Direction「Little White Lies」（2014年）
- Krewella「Live for the Night」（2015年）
- Taylor Swift「Shake It Off」（2015年8月 ‐ 同年終了）
- ゆず「かける」（2016年 - 2017年）

## 関連情報

### テレビ出演
- アスリート頂上決戦（2013年1月1日、TBS）

### CM
- 日本生命保険 - 2010年3月27日より放映[48][49]。